# L'année dernière à Marienbad
L'Année dernière à Marienbad (Brasil: O ano passado em Marienbad / Portugal: O Último Ano em Marienbad) é um filme multinacional lançado em 1961, com direção de Alain Resnais e roteiro original de Alain Robbe-Grillet, que se inspirou no romance La invención de Morel (1940) do escritor argentino Adolfo Bioy Casares. A produção recebeu o Leão de Ouro no Festival de Cinema de Veneza no mesmo ano. 
O filme notabilizou-se por apresentar uma estrutura narrativa enigmática e não convencional, na qual realidade e ficção se misturam, ao passo que as relações temporais e espaciais se confundem. A natureza fantasista e onírica do filme deixaram audiência e críticos ao redor do mundo perplexos e fascinados, alguns o elogiam como obra-prima do cinema de inspiração surrealista, enquanto outros consideram o filme simplesmente incompreensível.

## Enredo
O filme se inicia com a apresentação de um castelo, mansão ou hotel com decoração barroca exuberante ou maneirista, o voice over que se repete descreve esse cenário até desembocar em uma cena de teatro se desenrolando em um dos salões desse prédio misterioso. A plateia é composta por personagens que parecem estar paralisados, congelados no tempo.
A partir daí, a câmera nos apresenta algo como uma reunião social que acontece nos corredores e salões desse estranho hotel, os personagens sem nome e com roupas de gala pronunciam discursos e diálogos que vão se repetindo na boca de outros personagens que cruzam os espaços labirínticos desse hotel cheio de corredores, fileiras de portas e decoração desusada.
Um homem "X" aborda uma mulher "A", insistindo que ele já a conhecia de um outro lugar e outro tempo e que talvez ela o estivesse esperando, mas ela sugere que talvez ele esteja enganado e nega esse conhecimento prévio. Um outro homem "M", jogador inveterado de uma espécie de modalidade de Resta Um, parece ser marido da mulher "A", ele nunca perde uma partida de jogo e sua presença parece onipresente.
Desse momento em diante, o filme se desenvolve em uma série confusa de flashbacks e flashforwards que operam mudanças inesperadas de tempo e espaço que desorientam o espectador em relação às relações que se estabelecem entre os personagens. A troca dos figurinos dos personagens em cenas semelhantes e a recorrência dos discursos pronunciados e repetidos em um fluxo narrativo fragmentado pulverizam qualquer senso de orientação que o espectador possa tentar buscar. Conversas e eventos se repetem em diferentes lugares do castelo e de seus arredores, com destaque para os jardins geométricos e suas estátuas de referência clássica, que também mudam de aspecto durante a narrativa. As diversas cenas que percorrem os corredores e alas do hotel, com voice over e música sombria também criam um clima de mistério e vagueza inerentes ao filme.
Originalmente, no filme os personagens não têm nenhum nome ou designação, sendo "X", "A" e "M" os rótulos que eles recebem no cine-romance publicado por Alain Robbe-Grillet logo após o lançamento do filme.

## Elenco
- Giorgio Albertazzi .... Homem que insiste conhecer a mulher
- Delphine Seyrig .... Mulher misteriosa
- Sacha Pitoëff .... Segundo homem, jogador que nunca perde, possível marido da mulher
- Françoise Bertin .... Personagem do hotel
- Luce Garcia-Ville .... Personagem do hotel
- Héléna Kornel .... Personagem do hotel
- Françoise Spira .... Personagem do hotel
- Karin Toeche-Mittler .... Personagem do hotel
- Pierre Barbaud .... Personagem do hotel
- Wilhelm von Deek .... Personagem do hotel
- Jean Lanier .... Personagem do hotel
- Gérard Lorin .... Personagem do hotel
- Davide Montemuri .... Personagem do hotel
- Gilles Quéant .... Personagem do hotel
- Gabriel Werner .... Personagem do hotel

## Produção
L'Année dernière en Marienbad foi feito a partir de uma colaboração inédita entre Alain Resnais (sendo o segundo filme do diretor, então já famoso pelo seu filme de estreia: Hiroshima mon amour, 1959) e Alain Robbe-Grillet, escritor pertencente ao movimento literário do Nouveau Roman (Movimento do Novo Romance, uma série de propostas formuladas pelo próprio Alain Robbe-Grillet, Nathalie Sarraute, Michel Butor e Claude Simon, que propõem uma nova estética para as narrativas, como o esvaziamento ideológico da trama e do personagem; simplificação, recorrência e recursividade do estilo discursivo). Dessa forma, o roteiro do filme herda algumas características desse movimento literário: planificação dos personagens, repetição de falas e de diálogos como recorrência de um leitmotif, descrição metódica e detalhista de cenários e eventos.
Robbe-Grillet preparou um roteiro minucioso tanto ao que se refere às falas e atuação que os atores deveriam encenar quanto à posição e movimento de câmeras (planos cinematográficos), bem como à sequenciação de planos na edição (plano de edição). Resnais tentou ser o mais fiel possível ao roteiro de Robbe-Grillet, fazendo apenas leves alterações que julgou necessárias. Tais alterações podem ser conferidas com o roteiro do filme que foi publicado como cine-romance, ilustrado com fotogramas do filme.
O filme foi realizado durante dez semanas, entre setembro e novembro de 1960. As locações escolhidas para diversas cenas externas e internas foram os castelos de Schleissheim, Nymphenburg e Amalienburg, bem como os arredores de Munique, na Alemanha. Parte das cenas internas foram filmadas nos estúdios Photosonore-Marignan-Simo, em Paris. Nenhuma cena foi feita em Marienbad, cidade famosa por seu spa, na atual República Tcheca.

## Estilo
Esta narrativa cinematográfica toda realizada em preto e branco em um primeiro momento causa certa estranheza, e ao longo da narrativa gera grande ambiguidade espácio-temporal, deixando o espectador confuso quanto à ordenação cronológica e causal entre os eventos que são apresentados ao acaso. Esse efeito é conseguido através da apresentação de sequências de planos desconexas, bem como a justaposição aparentemente ilógica de cenas e personagens, mas também através da repetição de falas e diálogos em situações e cenários diferentes. Tais ambiguidades no plano visual se entrelaçam ao fundo sonoro e aos comentários em voice over jogados ao acaso durante a narrativa. No plano visual são apresentados uma série de tromp-l'œil (corredores e alas que parecem infinitos, desenhos e quadros de jardins geométricos, a cena do jogo de xadrez que parece se reproduzir recursivamente na imagem de fundo, a presença e multiplicação de espelhos em diversas cenas), ao passo que no plano discursivo, o voice over repete a descrição de um espaço barroco que se perpetua a cada repetição: espelhos enegrecidos, molduras, estuques, tapetes, fileiras de portas, items que se "reproduzem" em uma perspectiva forçada ao infinito.
O próprio plano de edição induz o espectador a seguir esse caminho ilusório e labiríntico criado pelas idas e vindas de cenas intencionalmente repetidas ou levemente dissemelhantes, ou ainda cenas que não chegam a uma conclusão e que retornam circularmente à narrativa. A disposição dessas sequências vertiginosas e inconclusas desafia a organização clássica das narrativas fílmicas (início, meio e fim são eliminados, as relações entre tempo e espaço são desintegradas). Se por um lado não há unidade estrutural em uma ordenação linear, por outro lado, alega-se uma "continuidade mental", um fluxo de pensamento .
Quanto à ambiência visual, Resnais declarou que quis recriar "um certo estilo de cinema mudo", e nesse sentido, a direção, a produção, maquiagem e figurino procuraram produzir essa atmosfera. Os figurinos foram baseados em fotografias de L'Inhumain e L'Argent, e na moda dos anos 1920. Quanto à atriz principal, Resnais queria que a aparência e os modos lembrassem os de Louise Brooks, em Pandora's Box; quase todos vestidos da protagonista foram desenhados pela Chanel. Outro recurso que ajuda a recriar essa ambiência de filmes mudos é a atuação dos atores coadjuvantes quase sempre em poses estáticas e pouco naturais, enquanto a câmera desliza pelos espaços, esse efeito fotográfico ajuda a criar um certo congelamento do tempo, o que também é narrado e repetido no voice over.
Muitos críticos apontaram que este filme de Alain Resnais difere muito do anterior, no que concerne ao engajamento político, no entanto, como já foi dito acima, essa obra cinematográfica dialoga muito com o movimento literário do Nouveau Roman, que buscava certa autonomia da obra de arte em relação à ideologia e às influências do momento histórico. Assim, percebe-se o apagamento das questões políticas e sociais do filme, que funciona como obra cinematográfica fechada em si mesma.

## Crítica e Recepção
Como toda obra de arte inovadora, L'Année dernière à Marienbad recebeu críticas favoráveis e desfavoráveis quando do seu lançamento e até posteriormente. Um dos principais questionamentos em torno do filme que foi dirigido tanto ao diretor, Alain Resnais, quanto ao roteirista, Alain Robbe-Grillet, se relaciona ao fato de se o homem e a mulher que protagonizam a narrativa se encontraram ou não em Marienbad no ano anterior. Diante de respostas controversas, muitos se aproveitaram desse questionamento para atacar o filme.
Do lado das críticas positivas, pesa a opinião do escritor e cineasta Ado Kirou que declarou em seu Surréalisme au cinéma (1963), que julgou L'Année como sendo o triunfo completo no que se refere ao ambiente ambíguo e aos motivos obscuros próprios da estética surrealista. Jacques Brunius, ator e surrealista, também elogiou a realização declarando "Marienbad é o maior filme já feito".
Do lado das críticas negativas, basta dizer que o filme entrou para o livro The Fifty Worst Films of All Time, organizado por Harry Medved, Randy Dreyfuss e Michael Medved, sendo criticado por ser pretensioso e incompreensível. A crítica de cinema Pauline Kael definiu a obra como "o filme experimental de alta-moda, um serviço de neve em um palácio de gelo... de costas para uma festa não-divertida para não-gente".
O crítico Michel Mourlet viu o filme como um "esteticismo acadêmico e vazio". Sobre esse filme de Alain Resnais em comparação com o precedente Hiroshima mon amour (1959), Michel Mourlet diz "Nenhum conhecimento do ator, nenhum império sobre o cenário, os elementos, nenhum senso de narrativa, nada além de pobres pequenos ensaios de intelectuais que brincam seriamente de fazer cinema", ele ainda destaca "para se entediar por uma hora e trinta, de um tédio negro, denso, irremediável, podem as multidões se pisotearem na frente da porta [do cinema] e pagar por isso... é por causa de considerações dessa ordem que o interesse de L'Année dernière à Marienbad parece considerável". Em seu célebre Dictionnaire des films, Jacques Lourcelles considera o filme de Alain Resnais como "um dos mais insanos que o cinema já produziu". Michel Grisolia, do jornal L'Express relativiza "Só conta a beleza barroca da obra, deliberadamente repetitiva, sem equivalente no cinema. Sucesso do esnobismo típico dos anos 1960? O esnobismo, às vezes, tem coisas boas".

### Interpretações
São muitas as explicações que a narrativa do filme produziu: que pode ser uma versão do mito de Orfeu e Eurídice; que pode representar a relação entre paciente e psicanalista; que tudo se passa na mente da mulher; ou que tudo se passa na mente do homem, e que representa sua recusa em reconhecer que ele tenha matado a mulher que amava; que os personagens são fantasmas ou almas no limbo.
Alguns percebem no filme a atmosfera e a forma de um sonho, que a estrutura do filme pode ser entendido através da analogia de um sonho recorrente, ou mesmo que o encontro do homem com a mulher é a memória (ou sonho) de um sonho.
Outros atentam para as indicações dadas pelo próprio Robbe-Grillet na introdução de seu roteiro: "Duas atitudes são então possíveis: ou o espectador tentará reconstituir algum plano "cartesiano" - o mais linear, o mais racional que ele possa imaginar - e esse espectador certamente achará o filme difícil senão incompreensível; ou então o espectador irá se deixar levar pelas imagens extraordinárias à sua frente [...] e para esse espectador, o filme vai parecer o mais fácil que ele já viu: um filme direcionado exclusivamente para sua sensibilidade, para suas habilidades de ver, ouvir, sentir".
Robbe-Grillet ainda oferece outra sugestão de como alguém poderia ver a obra: "Todo o filme é em verdade a estória de uma persuasão: trata-se de uma realidade que o herói cria a partir de sua própria visão, a partir de sua própria palavra".
Resnais por seu lado oferece uma explicação mais abstrata sobre o objetivo do filme: "Esse filme é para mim uma tentativa, ainda muito grosseira e muito primitiva, de aproximar a complexidade do pensamento de seu mecanismo".

## Prêmios
O filme ganhou o Leão de Ouro do Festival de Cinema de Veneza, em 1961.
É eleito pelos críticos o Melhor Filme do Sindicato Francês de Crítica de Cinema do ano de 1961, fazendo jus ao Prémio Mélies.

## Influências
Tem sido reconhecido o grande impacto do filme L'Année dernière à Marienbad na obra de grandes cineastas como Agnès Varda, Marguerite Duras, Jacques Rivette, Ingmar Bergman e Federico Fellini. Além disso, citam frequentemente The Shining, de Stanley Kubrick, e Inland Empire, de David Lynch, como dois filmes influenciados por Marienbad.
O cineasta Peter Greenaway reportou que o filme tem sido de grande influência sobre sua cinematografia.
O estilo visual do filme tem sido imitado por muitos comerciais de TV e pela fotografia de moda.
O vídeo clipe para a música "To the End" (1994) do grupo de roque britânico Blur foi baseado no filme.